# Домагой Павичич
Домагой Павичич (хорв. Domagoj Pavičić, нар. 9 березня 1994, Загреб) — хорватський футболіст, півзахисник клубу «Аріс» (Салоніки). 

## Клубна кар'єра
Народився 9 березня 1994 року в місті Загреб. Вихованець футбольної школи клубу «Динамо» (Загреб). У серпні 2012 року для отримання ігрової практики він був відданий в оренду «Локомотиві». 1 вересня того ж року Павичич дебютував у Першій хорватській лізі, вийшовши в основному складі в домашньому поєдинку проти «Динамо». 8 листопада 2013 року він забив свій перший гол на вищому рівні, відзначившись у гостьовому матчі з «Задаром». Всього за півтора року взяв участь у 18 матчах чемпіонату.
Першу половину 2014 року Павичич відіграв за рідне «Динамо», але зіграв лише у 10 матчах чемпіонату, хоча і став вперше чемпіоном країни, через що влітку знову був відданий в оренду «Локомотиві». В середині лютого 2015 року він знову повернувся в «Динамо». Цього разу в рідному клубі він провів три роки, зігравши за цей час 46 матчів у Першій лізі і забив 4 голи. За цей час він виграв два чемпіонства і три національних Кубка.
1 вересня 2017 року перейшов на правах оренди в «Рієку», а у січні цей клуб викупив контракт гравця, підписавши з ним контракт на 4,5 роки. Станом на 16 вересня 2020 року відіграв за команду з Рієки 85 матчів в національному чемпіонаті.
Влітку 2023 року «Аріс» Салоніки оголосив про трансфер футболіста в статусі вільного агента.

## Виступи за збірні
2009 року дебютував у складі юнацької збірної Хорватії, взяв участь у 50 іграх на юнацькому рівні, відзначившись 5 забитими голами.
Протягом 2014—2016 років залучався до складу молодіжної збірної Хорватії. На молодіжному рівні зіграв у 8 офіційних матчах, забив 1 гол.

## Титули і досягнення
- Чемпіон Хорватії (3):

«Динамо» (Загреб): 2013/14, 2014/15, 2015/16
- Володар Кубка Хорватії (4):

«Динамо» (Загреб): 2014/15, 2015/16
«Рієка»: 2018/19, 2019/20
- Володар Кубка Боснії і Герцеговини (1):

«Сараєво»: 2024/25